# Eugenio Corini
Eugenio Corini (Bagnolo Mella, provincia de Brescia, Italia, 30 de julio de 1970) es un exfutbolista y entrenador italiano. Se desempeñaba en la posición de centrocampista. Actualmente está sin club.

## Carrera como entrenador

#### Inicios
Corini comenzó su carrera como técnico en 2010, de la mano del Calcio Portogruaro-Summaga; aunque pocos días después dimitió de su cargo, alegando discrepancias con el club en cuanto a los fichajes.

#### Crotone
Posteriormente, llegó al F. C. Crotone a finales de 2010, siendo despedido pocos meses después.

#### Frosinone
Al año siguiente, se incorporó al Frosinone Calcio de la Serie C. Finalizó el campeonato en 8.ª posición y abandonó la entidad.

#### ChievoVerona
En octubre de 2012, fue contratado por el A. C. ChievoVerona. En mayo de 2013, tras dejar al conjunto veronés en 12.º puesto en la Serie A 2012-13, se desvinculó del club, pero en noviembre fue nuevamente contratado. Lograría otra vez la permanencia en la Serie A y continuó al frente del equipo hasta su destitución en octubre de 2014.

#### Palermo
En noviembre de 2016, volvió a la Serie A de la mano del Palermo. Dimitió en enero de 2017, tras lograr una sola victoria en 8 partidos.

#### Brescia
En septiembre de 2018, se incorporó al Brescia de la Serie B, logrando ascenderlo a la élite. Fue despedido en noviembre de 2019, tras un mal arranque de temporada, dejando al equipo lombardo en puestos de descenso. Volvió al banquillo tras un solo mes, pero solo pudo sumar 2 puntos en 8 partidos y acabó siendo cesado nuevamente en febrero de 2020.

#### Lecce
En agosto de 2020 fue contratado por el Lecce de la Serie B.Durante su estancia, el equipo clasificó a los play-offs por el ascenso a la Serie A, sin embargo, fue eliminado en semifinales por el Venezia y dos días después del último partido, el 22 de mayo de 2021, fue despedido de su cargo.

#### Brescia
El 23 de marzo de 2022 volvió al mando del Brescia, situado en la quinta plaza de la clasificación de la Serie B, en sustitución del despedido Filippo Inzaghi.Llevó al equipo a las semifinales de los play-offs, donde quedaron eliminados ante el Monza.El 14 de junio de 2022, el club anunció la rescisión consensuada del contrato.

#### Palermo
El 7 de agosto de 2022 fue contratado por el Palermo, en la Serie B, firmando un contrato por dos años y volviendo así a entrenar al Rosanero luego de cinco años.Fue despedido el 3 de abril de 2024 a pesar de que el equipo estaba en zona de play-offs.

#### Cremonese
El 9 de octubre de 2024, asumió al frente del Cremonese hasta junio de 2025.Sin embargo, 33 días después, fue despedido de su cargo por decisión de la directiva del club.

## Clubes

### Como futbolista
| Club               | País   | Año       |
| ------------------ | ------ | --------- |
| Brescia Calcio     | Italia | 1987-1990 |
| Juventus F. C.     | Italia | 1990-1992 |
| U. C. Sampdoria    | Italia | 1992-1993 |
| S. S. C. Napoli    | Italia | 1993-1994 |
| Brescia Calcio     | Italia | 1994-1995 |
| Piacenza Calcio    | Italia | 1995-1996 |
| Hellas Verona      | Italia | 1996-1998 |
| A. C. ChievoVerona | Italia | 1998-2003 |
| U. S. Palermo      | Italia | 2003-2007 |
| Torino F. C.       | Italia | 2007-2009 |

### Como entrenador
| Club                       | País   | Año       |
| -------------------------- | ------ | --------- |
| Calcio Portogruaro-Summaga | Italia | 2010      |
| F. C. Crotone              | Italia | 2010      |
| Frosinone Calcio           | Italia | 2011-2012 |
| A. C. ChievoVerona         | Italia | 2012-2013 |
| A. C. ChievoVerona         | Italia | 2013-2014 |
| U. S. C. Palermo           | Italia | 2016-2017 |
| Brescia Calcio             | Italia | 2018-2019 |
| Brescia Calcio             | Italia | 2019-2020 |
| US Lecce                   | Italia | 2020-2021 |
| Brescia Calcio             | Italia | 2022      |
| Palermo F. C               | Italia | 2022-2024 |
| U. S. Cremonese            | Italia | 2024      |

## Palmarés

### Como jugador

#### Campeonatos nacionales
| Título  | Club          | País   | Año     |
| ------- | ------------- | ------ | ------- |
| Serie B | U. S. Palermo | Italia | 2003-04 |

### Como entrenador

#### Campeonatos nacionales
| Título  | Club           | País   | Año     |
| ------- | -------------- | ------ | ------- |
| Serie B | Brescia Calcio | Italia | 2018-19 |